# Тупицыно (Коми)
Тупицыно (коми Данямитьдор) — деревня в Сыктывдинском районе Республики Коми России. Входит в состав сельского поселения Палевицы.

## География
Деревня находится в юго-западной части Республики Коми, в пределах Вычегодско-Мезенской равнины, на правом берегу реки Вычегды, при автодороге 87К-017, на расстоянии примерно 44 километров (по прямой) к северо-западу от села Выльгорт, административного центра района.
Климат
Климат характеризуется как умеренно континентальный, с продолжительной умеренно морозной многоснежной зимой и коротким прохладным летом. Среднегодовая температура воздуха составляет 0,4 °С. Средняя температура воздуха самого тёплого месяца (июля) составляет 16,7 °C; самого холодного (января) — −15,6 °C. Безморозный период длится в течение 187 дней. Среднегодовое количество атмосферных осадков составляет 560 мм.
Часовой пояс
Тупицыно, как и вся Республика Коми, находится в часовой зоне МСК (московское время). Смещение применяемого времени относительно UTC составляет +3:00.

## История
Упоминается в Списке населённых мест 1881 года как деревня Тупицынская. По состоянию на 1918 год, проживало 217 человек. В 1926 году в деревне имелось 66 дворов и 244 жителя (100 мужчин и 144 женщины). В 1989 году население Тупицына составляло 18 человек.

## Население
| 2010 |
| ---- |
| 15   |

Гендерный состав
По данным Всероссийской переписи населения 2010 года в гендерной структуре населения мужчины составляли 53,3 %, женщины — соответственно 46,7 %.
Национальный состав
Согласно результатам переписи 2002 года, в национальной структуре населения коми составляли 81 % из 21 чел.